# Lia Apostolovski
Lia Apostolovski, née le 23 juin 2000, est une athlète slovène, spécialiste du saut en hauteur.

## Carrière
Médaillée de bronze des championnats d'Europe espoirs 2021, elle atteint en 2022 la finale des championnats du monde (12e) et des championnats d'Europe (7e).
Le 5 août 2023 à Heilbronn, elle porte son record à 1,95 m.
En 2024 elle est médaillée de bronze lors des championnats du monde en salle à Glasgow en égalant son record personnel.

## Palmarès
| Date | Compétition                    | Lieu     | Résultat | Marque |
| ---- | ------------------------------ | -------- | -------- | ------ |
| 2021 | Championnats d'Europe espoirs  | Tallinn  | 3e       | 1,89 m |
| 2022 | Championnats du monde          | Eugene   | 12e      | 1,89 m |
| 2022 | Championnats d'Europe          | Munich   | 7e       | 1,90 m |
| 2023 | Championnats du monde          | Budapest | 9e       | 1,90 m |
| 2024 | Championnats du monde en salle | Glasgow  | 3e       | 1,95 m |

## Records
| Épreuve         | Marque | Lieu                              | Date                                      |
| --------------- | ------ | --------------------------------- | ----------------------------------------- |
| Saut en hauteur | 1,95 m | Heilbronn Banská Bystrica Glasgow | 5 août 2023 13 février 2024 1er mars 2024 |